# Perfect Dark (P2P)
Perfect Dark (japanisch パーフェクトダーク) ist eine Peer-to-Peer-Filesharing-Anwendung aus Japan für Windows. Es wurde 2006 ins Leben gerufen, von einem Autor, der unter dem Pseudonym Kaicho (会長 Der Vorsitzende) bekannt ist.  Perfect Dark wurde mit der Absicht entwickelt, der Nachfolger von Winny und Share zu sein. Seit der Version 1.02, Codename “Stand Alone Complex”, wird das Programm in englischer Sprache ausgeführt.
Perfect Dark fordert in der Voreinstellung eine höhere Bandbreite und hat einen höheren Bedarf an Festplattenplatz als seine Vorgänger Winny und Share. Die minimale Uploadfreigabe-Geschwindigkeit ist 100 KB/sec und mindestens 40 GB Festplattenspeicher für seinen temporären „Unity“-Ordner (ein Cache).
Perfect Dark funktioniert jedoch auch mit deutlich langsameren Verbindungen bis hin zu ISDN, es erreicht so die maximale Unitycache-Größe bis auf wenige Gigabyte kaum.
Für die normale Download-Priorität müssen jedoch einmalig mindestens 2 GB Daten aus dem eigenen Unity-Cache wieder ins Netz hochgeladen worden sein.
Perfect Dark gilt damit als Anti-Leech-Client der weitaus strikter die Ressourcen nutzt als etwa Edonkey/Emule über das Creditsystem.
Zum Austausch der Files zwischen den Benutzern bzw. deren Unity-Caches benutzt Perfect Dark eine RSA-1024- und AES-128-Verschlüsselung um die Daten zu übertragen. Die Sicherheit wird damit ähnlich wie die von Freenet eingestuft, da es für Außenstehende kaum möglich ist, zu ermitteln welche Daten von wem, wohin gesendet werden.
Zum erstmaligen Verbinden mit dem Netz benötigt Perfect Dark eine Knotenliste und den freigeschalteten Trigger-Port 80 und den jedoch auch änderbaren TCP-Port 64256 im Router.